# Vale de Porco
Vale de Porco ist ein Ort und eine ehemalige Gemeinde (Freguesia) im portugiesischen Kreis Mogadouro. Die Gemeinde hatte 134 Einwohner (Stand 30. Juni 2011).
Am 29. September 2013 wurden die Gemeinden Vale de Porco, Vilar de Rei, Mogadouro und Valverde zur neuen Gemeinde União das Freguesias de Mogadouro, Valverde, Vale de Porco e Vilar de Rei zusammengeschlossen.